# Santuario (Risaralda)
 (juin 2019).
Si vous disposez d'ouvrages ou d'articles de référence ou si vous connaissez des sites web de qualité traitant du thème abordé ici, merci de compléter l'article en donnant les références utiles à sa vérifiabilité et en les liant à la section « Notes et références ».
Santuario est une municipalité située dans le département de Risaralda en Colombie.

## Histoire
Date de fondation : probablement le jour de Santa Librada, le 20 juillet 1886. Le premier colon était le Guaquero (celui qui cherche de l'or) antioquien Julián Ortiz. La colonisation de ces territoires du Tatamá était due à ce que l'on appelle habituellement la deuxième vague colonisatrice qui a commencé au sud-ouest d'Antioquia à la fin du XIXe siècle.
Les premiers colons du territoire dont aujourd'hui la municipalité de Santuario fait partie étaient les Apias ; aussi les Chátapas, qui s'installèrent dans les terres baignées par la rivière Mapa, tandis que les Ingaráes et les Tatamaes peuplaient les contreforts élevés et éloignés de la cordillère de montagnes occidentale. Ces communautés indigènes appartenaient aux deux premiers au peuple Ansermas et les deux derniers aux Chocoes, et tous à la grande famille linguistique des Caraïbes.

## Géographie
Santuario est situé dans la région du centre-ouest du département de Risaralda, sur les Andes occidentales, les coordonnées géographiques suivantes dans ses points extrêmes : 4° 55' et 5° 09' de latitude nord, 75° 50' et 76° 04' de longitude ouest du méridien de Greenwich.
Sa tête est située à 5° 5' de latitude nord et à 75° 58' de longitude ouest de Greenwich et à 64 km de là ville de Pereira, la capitale.
Santuario est située dans Risaralda, du côté de la Cordillère Occidentale, Entouré de la municipalité de Pueblo Rico, Apia, La Celia, Balboa et Valle del Cauca et Caldas.
Santuario fait partie du parc national naturel de Tatamá et du parc naturel municipal de San Rafael ; pour cette raison, la municipalité est surnommée « la perle de Tatamá ».

## Économie
Le café est de loin d’être l'activité agricole la plus importante. Au cours des dernières années[Quand ?], la culture du fruit de la passion a pris de l'importance, tandis que celle de la mûre a perdu des superficies.

## Démographie
Santuario a une population de plus de 15 000 habitants.

## Culture et patrimoine
Très proche de Pereira la capitale du département de Risarlda, nous trouvons la municipalité de Santuario, un bel endroit pour combiner le repos avec la nature et la culture. Dans Santuario nous pouvons éprouver la merveille que les logements ruraux en Colombie sont; nous pouvons profiter de diverses attractions touristiques, il est idéal pour l'écotourisme, car il dispose de deux parcs naturels, nous ravira par sa richesse architecturale, les maisons coloniales Antioquia et le Temple de l'Immaculée Conception.
Les fermes où vous pouvez trouver des options telles que voir les processus agricoles de panela et de café ou d'hébergement rural pour une expérience différente.
Il a une forte tradition religieuse, qui s'exprime dans une belle fête de Pâques et des festivités.
Le parc national naturel de Tatamá est un territoire montagneux à l'état naturel, où naissent de nombreuses rivières qui sont l'héritage des Colombiens. Son statut d'étoile hydrographique est synthétisé dans le toponyme d'origine Embera (Tribu), dans lequel le Tatamá signifie « le grand-père des rivières ». Le PNN Tatamá a été désigné par l'Institut de recherche Alexánder Von Humboldt et Birdlife International comme un espace important pour la conservation des oiseaux en Colombie et dans le monde.